# トロンプ (フリゲート・2代)
トロンプ（Zr.Ms. Tromp, F803）は、オランダ海軍のフリゲート。デ・ゼーヴェン・プロヴィンシェン級の2番艦。
艦名は、オランダ海軍の英雄であるマールテン・トロンプ(1598–1653)とその息子のコルネリス・トロンプ(1629–1691) にちなんで命名された。
2024年6月現在、艦長はイヴォンヌ・ファン・ブーゼコム中佐（女性）である。
本記事は、本艦の艦暦について主に取り扱っているため、性能や装備等の概要についてはデ・ゼーヴェン・プロヴィンシェン級フリゲートを参照されたい。

## 艦歴
2006年11月、戦域弾道ミサイル（TBM）追跡訓練（TRACKEX）に参加した。訓練はハワイ沖の太平洋ミサイル発射場施設で行われた。TRACKEXでは、SMART-Lレーダーに実験的な拡張ロングレンジ（ELR）改造を施された。訓練中、カウアイ島から弾道ミサイルの模擬弾が発射され、ELR改造SMART-Lレーダーを使って追尾に成功した。2006年12月にもTRACKEXが成功した。
2010年、欧州連合（EU）の海軍部隊で構成されるアタランタ作戦の一環としてアフリカ沖のインド洋に派遣され、海賊行為の制圧任務に従事した。
2010年3月14日、2艘のスキフ（海賊船）から攻撃を受けていた 輸送船「MVルベック」からの救難信号に対応した。ヘリコプターを発進させ、スキフの母船である捕鯨母船を停船させ、乗船隊を派遣して母船を確保した。翌日、母船から約100キロ離れた地点で2艘のスキフを追跡し、これを阻止した。トロンプの乗組員は母船を沈没させ、衛星電話、AK-47ライフル、ロケットランチャー、乗船用具を没収した。
2010年3月17日、アフリカ東部沖で、海賊との衝突に巻き込まれた。2艘の小型スキフが高速でトロンプに接近したが、軍艦であることに気づいた海賊は逃走した。しかし、トロンプは追跡し、海賊母船と2艘のスキフを拿捕した。トロンプは2艘のスキフを破壊し、海賊を母船に解放した。
2010年4月5日、トロンプは、コンテナ船MVタイパンを救助するため、ヘリコプターとトロンプの援護射撃の下、リンクス・ヘリコプターから6人の海兵隊員をタイパンの甲板にラぺリング降下させ、その結果、10人の海賊を拿捕した。13人の乗組員（ドイツ人2人、ロシア人3人、スリランカ人8人）は、船のエンジンを止めた後、安全な場所に避難していたため、無傷だった。
2010年6月1日、ベアトリクス女王が3日間の国賓訪問のため、トロンプに乗艦しノルウェーを訪れた。
2011年2月、地中海を経由して母港に戻る際、リビア内戦に伴いオランダ国民の安全な帰還を支援する可能性があるため、シドラ湾に派遣された。シルテ付近で避難任務を行っていたとき、リンクス・ヘリコプターと3人の乗組員がリビア軍に捕らえられた。救出しようとしていたオランダ人エンジニアとスウェーデン人女性はリビアを離れることを許され、交渉の結果、乗組員は解放された。
2017年、同型艦の「デ・ロイテル」とともに、スコットランド沖で行われたフォーミダブル・シールド2017演習に参加した。アメリカ空軍のF-16戦闘機が発射した超音速目標に向けてSM-2とRIM-162 ESSMを発射した。
2022年9月11日、第1常設NATO海洋グループに参加するため、ニーウ・ハーフェン海軍基地を出港した。これは、2018年から2021年にかけての改装後、初めての派遣であった。
2024年3月9日、NH90を搭載し、6か月間の派遣に出発した。まず紅海に向かい、繁栄の守護者作戦の下で展開する一方、アスピデス作戦の関連支援を行った。展開中、艦は一度、戦闘配備状態に引き上げられたが、これはユーゴスラビア戦争以来、オランダ海軍で初めての出来事であった。
同年5月下旬から6月上旬にかけて、北朝鮮籍船舶の瀬取りを含む違法な海上活動に対して、オランダ海軍初となる警戒監視を行った。
6月9日、九州西方海域において海上自衛隊の汎用護衛艦「あけぼの」と、初となる日蘭共同訓練を実施した。また共同訓練の傍ら、トロンプ乗員は「あけぼの」に赴き、艦内見学や書道体験などの相互理解増進、文化交流を行った。また、日蘭国交425周年を2025年に控えていることから、訓練後の6月10日に由縁ある長崎港の出島埠頭（長崎水辺の森公園）に入港している。
その後も、インド太平洋地域で活動し、パシフィック・アーチャー2024演習、RIMPAC2024に参加し、パナマ運河、カリブ海、大西洋を経由して9月に帰還する予定である。

## ギャラリー

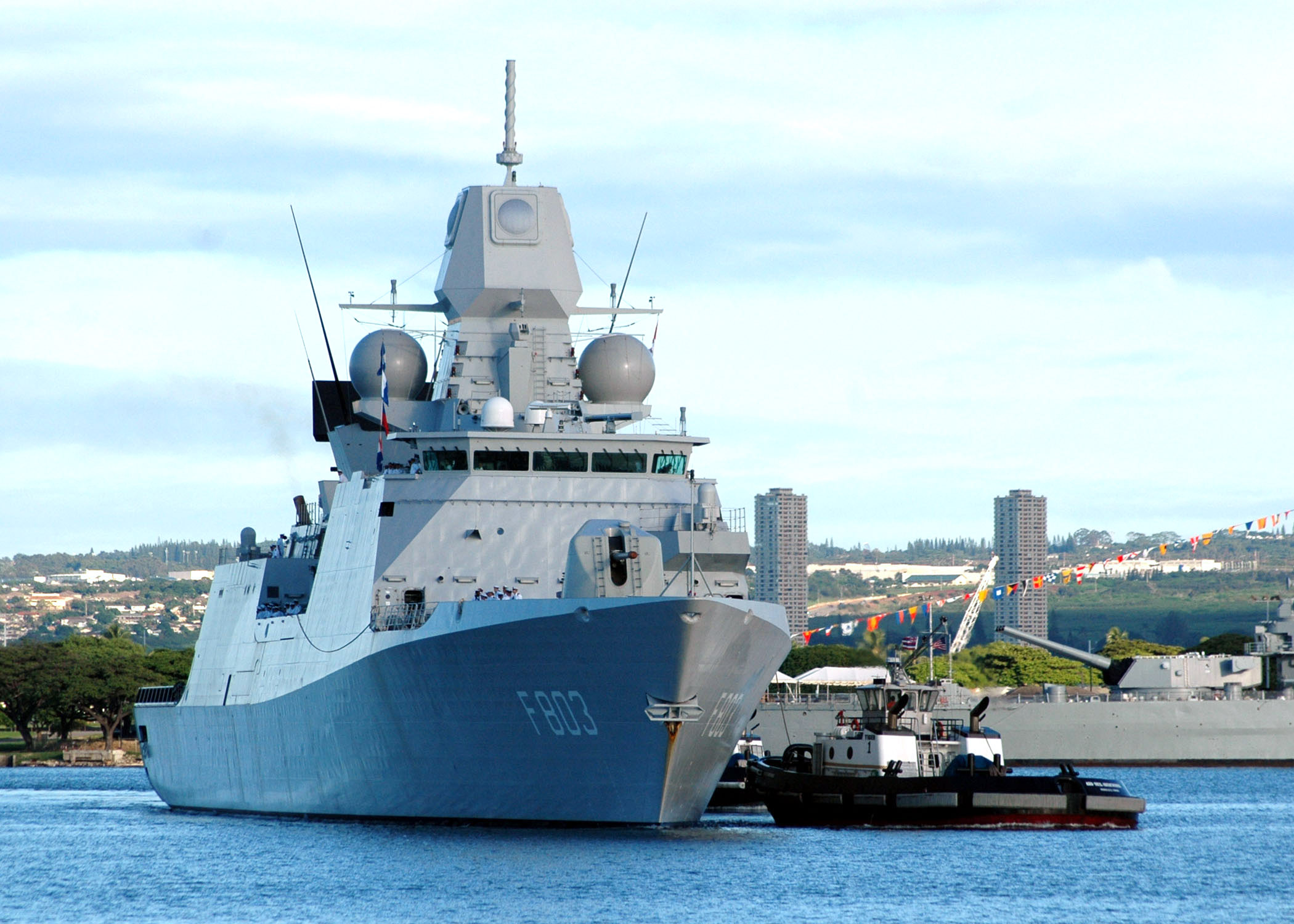
2006年、ハワイ州オアフ島パールハーバー海軍基地にて
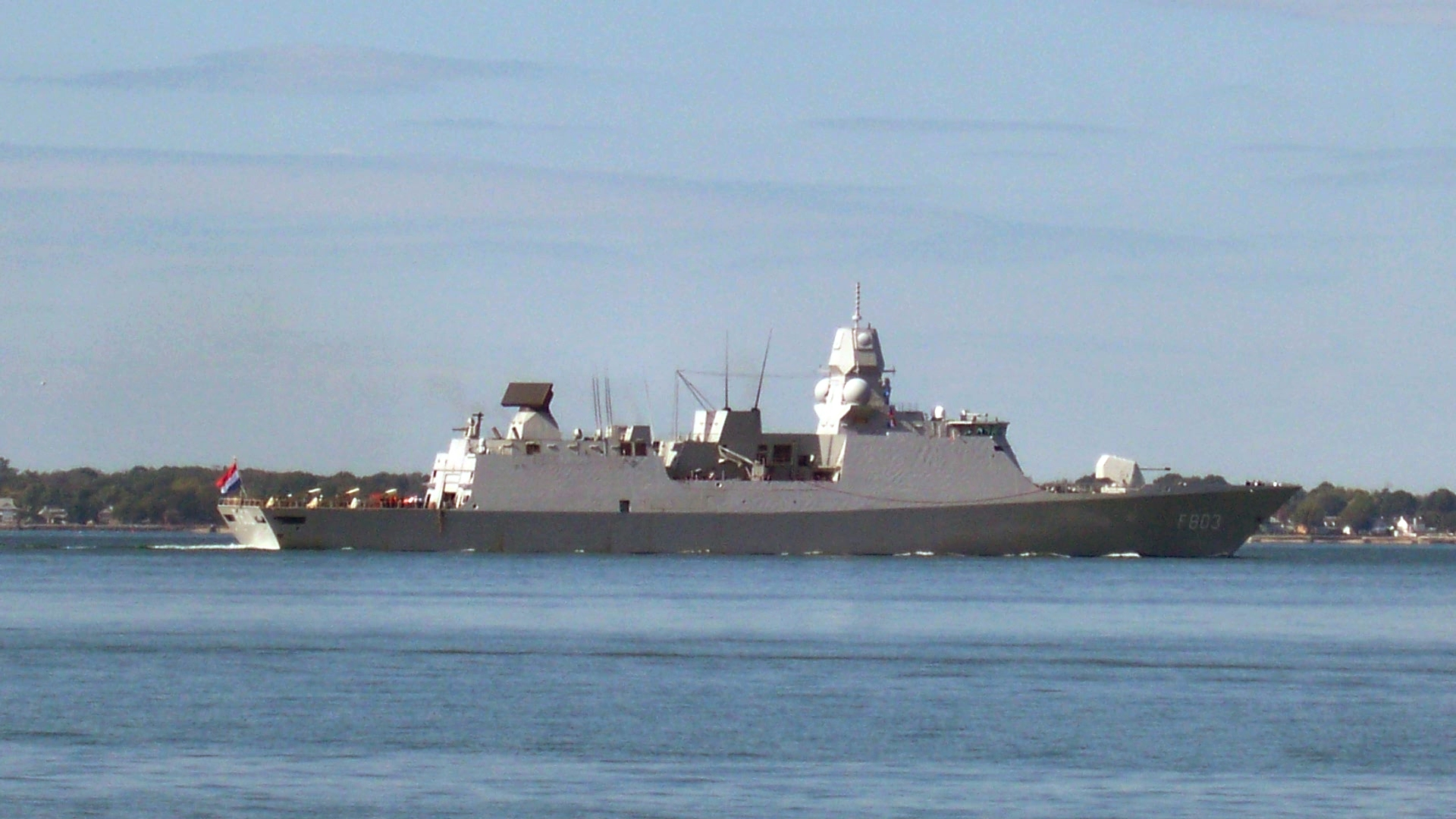
2009年、ノーフォーク海軍基地を出港する「トロンプ」
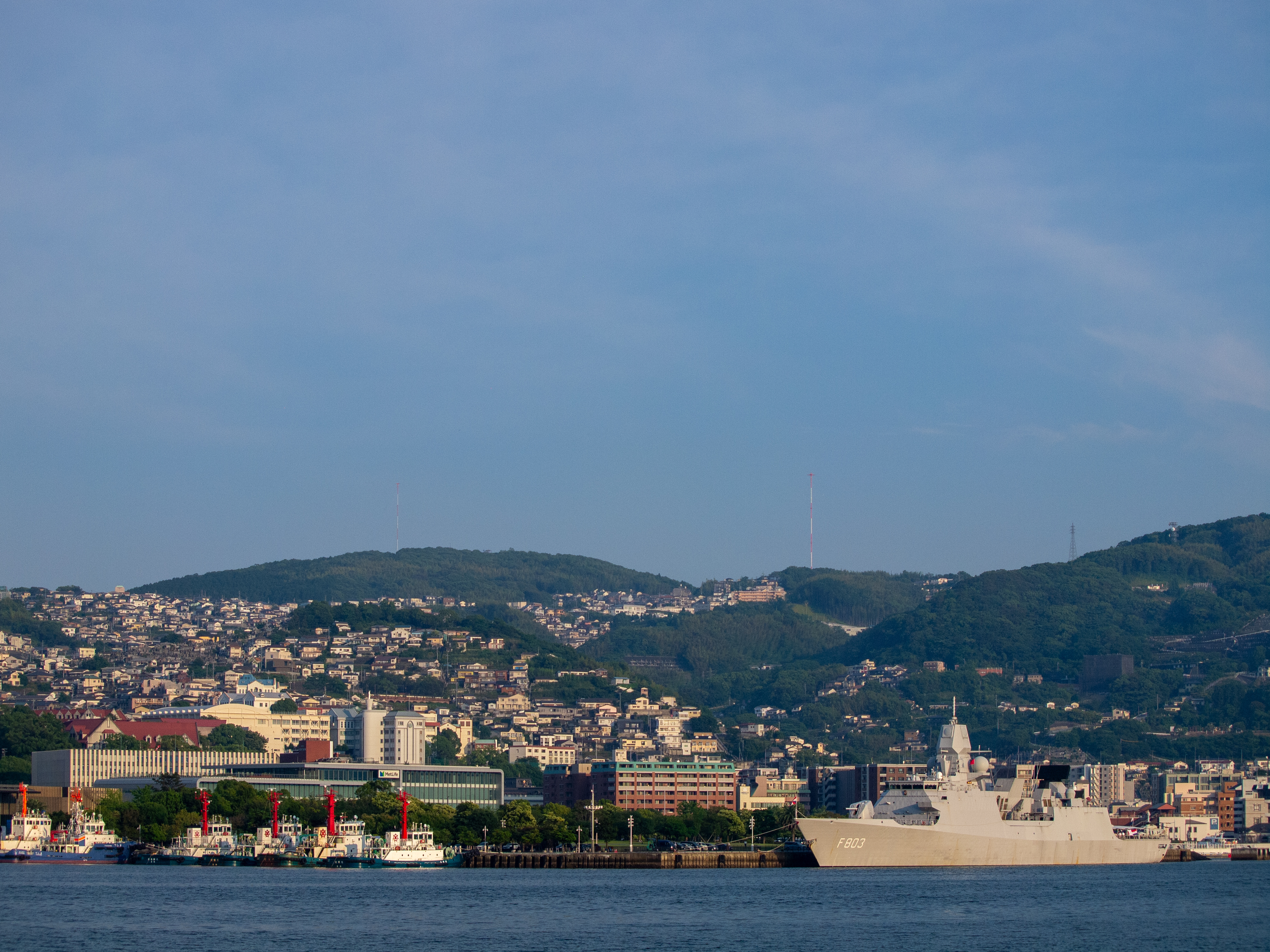
長崎港の出島埠頭（長崎水辺の森公園）に入港した「トロンプ」。
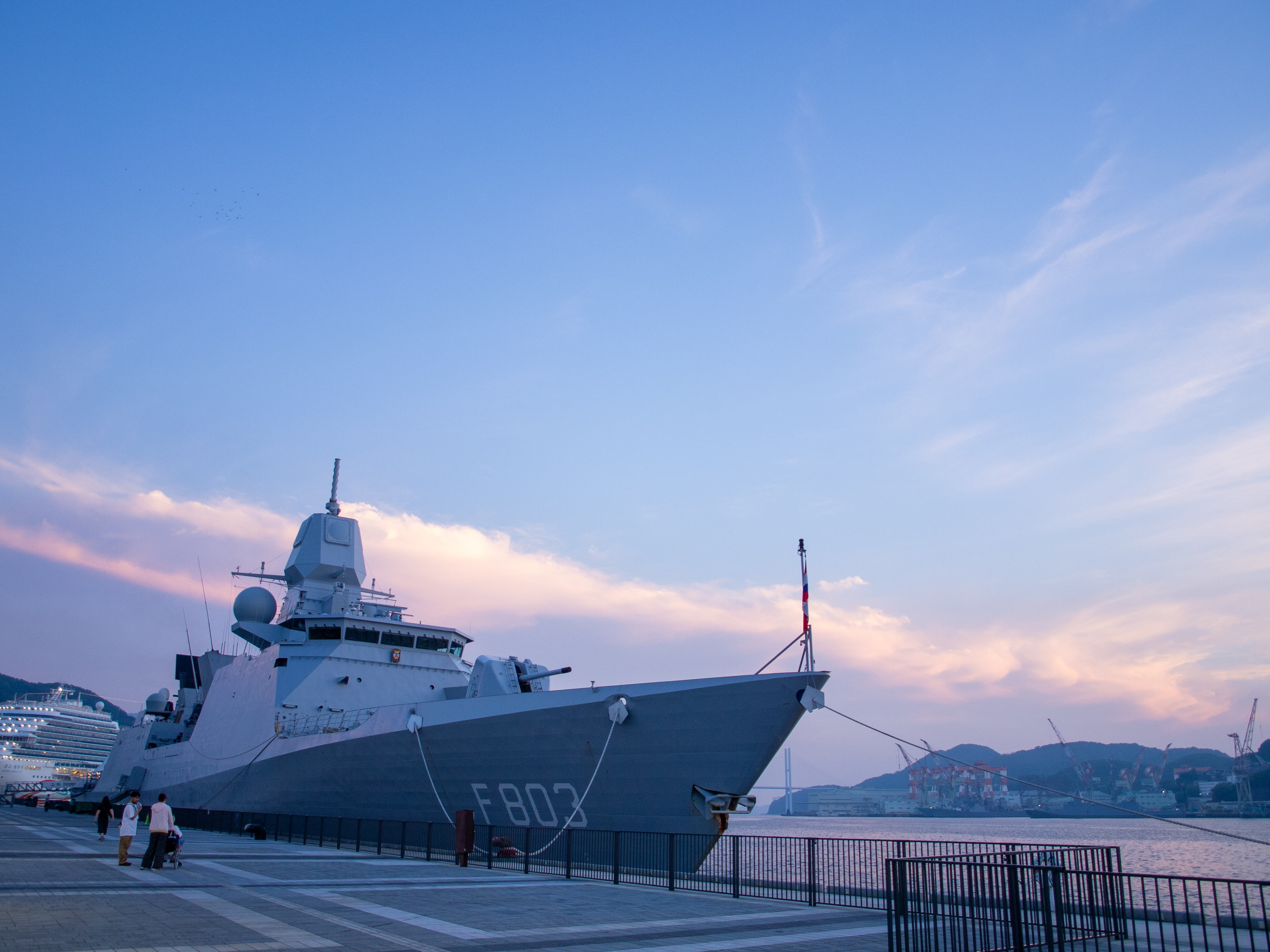
同「トロンプ」。右手後方に見えるのは三菱重工長崎造船所と、そこで建造・整備されている「あがの」、「ちょうかい」、「こんごう」。
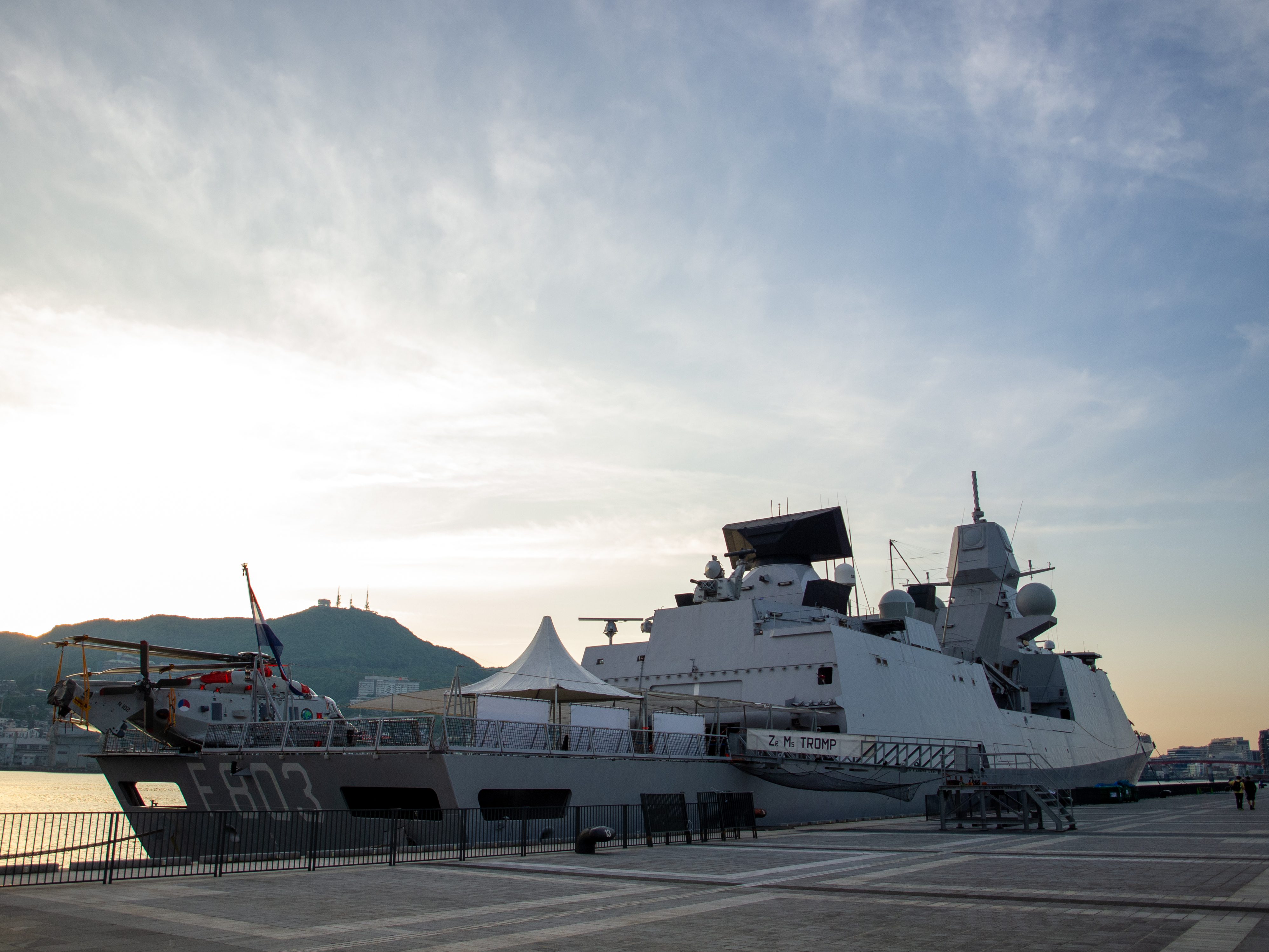
同「トロンプ」。飛行甲板にはNFH90が格納状態で係止されている。左手後方には稲佐山が見える。